# جيرارد دوهرتي
جيرارد دوهرتي (بالإنجليزية: Gerard Doherty)‏ هو لاعب كرة قدم بريطاني، ولد في 24 أغسطس 1981 في ديري في أيرلندا الشمالية. شارك مع منتخب جمهورية أيرلندا تحت 17 سنة لكرة القدم. أما مع النوادي، فقد لعب مع ديربي كاونتي وديري سيتي وذا نيو سينتس ونادي باري تاون يونايتد.

## وصلات خارجية
- جيرارد دوهرتي على موقع قاعدة بيانات كرة القدم.إي يو (الإنجليزية)